# Joseph Vidal-Rosset
 (septembre 2022).
La mise en forme du texte ne suit pas les recommandations de Wikipédia : il faut le « wikifier ».
Les points d'amélioration suivants sont les cas les plus fréquents :
- Les titres sont pré-formatés par le logiciel. Ils ne sont ni en capitales, ni en gras.
- Le texte ne doit pas être écrit en capitales (les noms de famille non plus), ni en gras, ni en italique, ni en « petit »…
- Le gras n'est utilisé que pour surligner le titre de l'article dans l'introduction, une seule fois.
- L'italique est rarement utilisé : mots en langue étrangère, titres d'œuvres, noms de bateaux, etc.
- Les citations ne sont pas en italique mais en corps de texte normal. Elles sont entourées par des guillemets français : « et ».
- Les listes à puces sont à éviter, des paragraphes rédigés étant largement préférés. Les tableaux sont à réserver à la présentation de données structurées (résultats, etc.).
- Les appels de note de bas de page (petits chiffres en exposant, introduits par l'outil «  Source ») sont à placer entre la fin de phrase et le point final[comme ça].
- Les liens internes (vers d'autres articles de Wikipédia) sont à choisir avec parcimonie. Créez des liens vers des articles approfondissant le sujet. Les termes génériques sans rapport avec le sujet sont à éviter, ainsi que les répétitions de liens vers un même terme.
- Les liens externes sont à placer uniquement dans une section « Liens externes », à la fin de l'article. Ces liens sont à choisir avec parcimonie suivant les règles définies. Si un lien sert de source à l'article, son insertion dans le texte est à faire par les notes de bas de page.
- La présentation des références doit suivre les conventions bibliographiques. Il est recommandé d'utiliser les modèles {{Ouvrage}}, {{Chapitre}}, {{Article}}, {{Lien web}} et/ou {{Bibliographie}}. Le mode d'édition visuel peut mettre en forme automatiquement les références.
- Insérer une infobox (cadre d'informations à droite) n'est pas obligatoire pour parachever la mise en page.

Pour une aide détaillée, merci de consulter Aide:Wikification.
Si vous pensez que ces points ont été résolus, vous pouvez retirer ce bandeau et améliorer la mise en forme d'un autre article.
 (septembre 2022).
Joseph Vidal-Rosset, né le 20 octobre 1961 à Chambéry, est un enseignant, philosophe, logicien et épistémologue français. Ses recherches portent sur la logique. Il fait partie du jury d'agrégation de philosophie depuis 2014. Ses recherches, complémentaires de son enseignement, relèvent principalement de la philosophie analytique.

## Biographie

### Formation
Ancien élève de l'Université Paris-I, où il reçoit une licence de logique en 1984, Joseph Vidal-Rosset est agrégé de philosophie l'année suivante. Il soutient sa thèse de doctorat à Aix-en-Provence en 1996, où se développe alors la branche française de la philosophie analytique. Elle est intitulée "Philosophie des mathématiques et classification des systèmes philosophiques - Essai sur les classifications de Willard van Orman Quine et de Jules Vuillemin",.

### Travaux et carrière
Joseph Vidal-Rosset est directeur du département de philosophie de l'Université de Lorraine depuis 2013 où il enseigne la logique. Il publie une vingtaine d'articles entre 1999 et 2020, portant principalement sur des questions de logique et sur des philosophes proches du courant analytique (notamment Jules Vuillemin). Il est vice-président du jury de CAPES de philosophie de 2010 à 2013, puis membre du jury d'agrégation de philosophie de 2014 à 2017, puis depuis 2020.  

## Publications

### Ouvrages
- Qu'est-ce que la négation ?, Vrin, 2013, 128p.  (ISBN 978-2-7116-2507-9)
- Les paradoxes de la liberté, Ellipses, 2009,   (ISBN 9782729851804)
- Qu'est-ce qu'un paradoxe ?, Vrin, 2004, 128 p.  (ISBN 978-2-7116-1671-8)

### Articles
- Joseph Vidal-Rosset. Anselme et Descartes, deux arguments logico-théologiques. Revista de Filosofia Moderna e Contemporânea , do Departamento de Filosofia e do Programa de Pós-graduação em Filosofia da Universidade de Brasília, 2020
- Joseph Vidal-Rosset. No Vicious Circularity without Classical Logic. Al-Mukhatabat. Trilingual Journal for Logic, Epistemology and Analytic Philosophy, éditions Arabesques, In press.
- Joseph Vidal-Rosset. L'argument d'Anselme en logique du premier ordre. Klesis - Revue philosophique, Klesis, A paraître.
- Joseph Vidal-Rosset. Book Review: The Philosophy of Science – A Companion.Edited byAnouk Baberousse, Denis Bonnay and Mikael Cozic.Oxford University Press, 2018. Pp. 768. Price GBP 64.00. (ISBN 9780190690649). Journal of Applied Crystallography, International Union of Crystallography, 2019, 52 (4), pp.916-917.
- Joseph Vidal-Rosset. Why Intuitionistic Relevant Logic Cannot Be a Core Logic. Notre Dame Journal of Formal Logic, University of Notre Dame, 2017, 58 (2), pp.241-248.
- Joseph Vidal-Rosset. Rawls, « un sceptique amateur de tranquillité » ? Réponse à Jules Vuillemin. Philosophia Scientiae, Editions Kime, 2016, Le scepticisme selon Jules Vuillemin, 20 (3), pp.109-123.
- Joseph Vidal-Rosset. Pluralisme philosophique versus Logique intuitionniste. Al-Mukhatabat. Trilingual Journal for Logic, Epistemology and Analytic Philosophy, éditions Arabesques, 2014, 11, pp.174-194.
- Joseph Vidal-Rosset. Une preuve intuitionniste de l’argument de Diodore-Prior. Travaux de logique du CdRS, 2011, Regards croisés sur l'axiomatique., 20, pp.103-122.
- Joseph Vidal-Rosset, Karel Lambert. Jules Vuillemin (15 th February 1920 - 16 th January 2001). Dialectica, Wiley, 2001, 55 (1), pp.3 - 7.
- Joseph Vidal-Rosset. Jules Vuilllemin (15 février 1920 - 16 Janvier 2001). Philosophie, Editions de Minuit, revue trimestrielle, 2001, n° 69, pp. 90-94.
- Joseph Vidal-Rosset. Philosophy of Mathematics and Ontological Commitments. Journal of the Philosophy of Science Society, 2000, Vol. 33, pp.69-81.